# 廖家儀
廖家儀（1976年7月28日—），台灣女演員，客家人（母親是花蓮客家人）。1995年唐日榮最後一年擔任中華民國台灣選美協會理事長時，參加美國主辦Miss Universe台灣區環球中華小姐選美活動獲得第一名，代表大中華地區參加世界決賽。從此進入演藝圈，活躍於電視劇、廣告及主持工作。

## 家庭生活
2009年12月11日，與香港太古陳世傑（Derrick）結婚；育有二子一女，2017年夏天定居香港。

## 電視劇
| 年份   | 頻道       | 劇名                         | 角色     |
| ------ | ---------- | ---------------------------- | -------- |
| 1999年 | 三立台灣台 | 《鳥來伯與十三姨》           | 林松美   |
| 2000年 | 三立台灣台 | 《九龍傳說》                 | 聖女     |
| 2001年 | 民視       | 《金枝玉葉》                 | 豔紅     |
| 2002年 | 台視       | 《台灣男女真情事件》         |          |
| 2002年 | 台視       | 玫瑰瞳鈴眼《錯誤的白馬王子》 | 阿妹     |
| 2003年 | 三立台灣台 | 戲說台灣《軟身媽祖》         | 張淑暖   |
| 2003年 | 三立台灣台 | 戲說台灣《翁公治細姨》       | 陳春滿   |
| 2004年 | 台視       | 《台灣百合》                 | 邱滿     |
| 2004年 | 客家電視台 | 《油桐花之戀》               | 羅佳真   |
| 2004年 | 客家電視台 | 《木觀音》                   | 楊麗君   |
| 2005年 | 華視       | 《生命的太陽》               | 周凱莉   |
| 2005年 | 客家電視台 | 《瀰濃戀情》                 | 鍾平妹   |
| 2006年 | 民視       | 《愛》                       | 宋怡欣   |
| 2006年 | 華視       | 《水色嘉南》                 | 櫻井     |
| 2006年 | 華視       | 《天長地久》                 | 護士     |
| 2006年 | 客家電視台 | 《魔法咖啡廳》               | 徐佳琦   |
| 2006年 | 客家電視台 | 《魯冰花》                   | 翁秀子   |
| 2007年 | 民視       | 《濟公》                     | 龍女     |
| 2007年 | 客家電視台 | 《美味滿樓》                 | 范姜美滿 |
| 2008年 | 民視       | 《娘家》                     | 葉珍妮   |
| 2008年 | 深圳影視   | 《真愛一生》                 | 王熙     |
| 2009年 | 央視       | 《又見阿郎》                 | 小紅     |
| 2010年 | 民視       | 《夜市人生》                 | 葉如意   |
| 2010年 | 廈門衛視   | 《神醫大道公》               | 三紅     |
| 2016年 | 民視       | 《嫁妝》                     | 汪愛琳   |
| 2016年 | 民視       | 《春花望露》                 | 方家怡   |
| 2017年 | 民視       | 《幸福來了》                 | 主持人   |
| 2022年 | 民視       | 《市井豪門》                 | 鄭春梅   |

## 綜藝節目
- 《少年特攻隊》（台視）
- 《天才衝衝衝》（中華電視公司）
- 《天天樂財神》（中天娛樂台）
- 《真的？假的》（中天娛樂台）
- 《挑戰吧！大神》（東風衛視）
- 《全民星攻略》（東森綜合台）
- 《綜藝新時代》（民視無線台）
- 《舞力全開》（民視無線台）
- 《民視第一發發發》（民視無線台）

## 主持作品
| 頻道             | 節目             | 備註     |
| ---------------- | ---------------- | -------- |
| 衛視中文台       | 《明星糾察隊》   |          |
| 中視             | 《來電50》       |          |
| 客台             | 《客家玩透透》   |          |
| 客台             | 《全民運動會》   |          |
| 台視             | 《假日風情畫》   |          |
| 傳訊電視大地頻道 | 《台灣傳奇》     |          |
| 華視             | 《開口唸好詩》   |          |
| 公視             | 《綠色家園》     |          |
| 公視             | 《公視萬花筒》   |          |
| 八大             | 《日本流行城市》 |          |
| 八大             | 《獨漏60》       | 外景主持 |
| 八大             | 《神出鬼沒》     | 外景主持 |
| 八大             | 《超級新人榜》   |          |
| 三立都會台       | 《穿梭陰陽界》   | 外景主持 |
| 衛視             | 《假日何處去》   |          |
| 衛視             | 《走！泡湯去》   |          |
| 衛視             | 《世界大玩家》   |          |
| 亞洲旅遊台       | 《中國通通樂》   |          |

## 音樂作品
- 2009年《若失去你》與羅文聰合唱，收錄於「羅文聰伴手歌系列1-娘家的心聲」專輯
- 2011年《看破啦》與王燦合唱，收錄於王燦的「殺出重圍」專輯

## 外部連結
- 廖家儀的新浪微博
- 廖家儀的粉絲團的Facebook專頁
- 鳳凰藝能－廖家儀 （页面存档备份，存于）
- 華文影史庫廖家儀簡介 （页面存档备份，存于）